# Serapeum von Alexandria

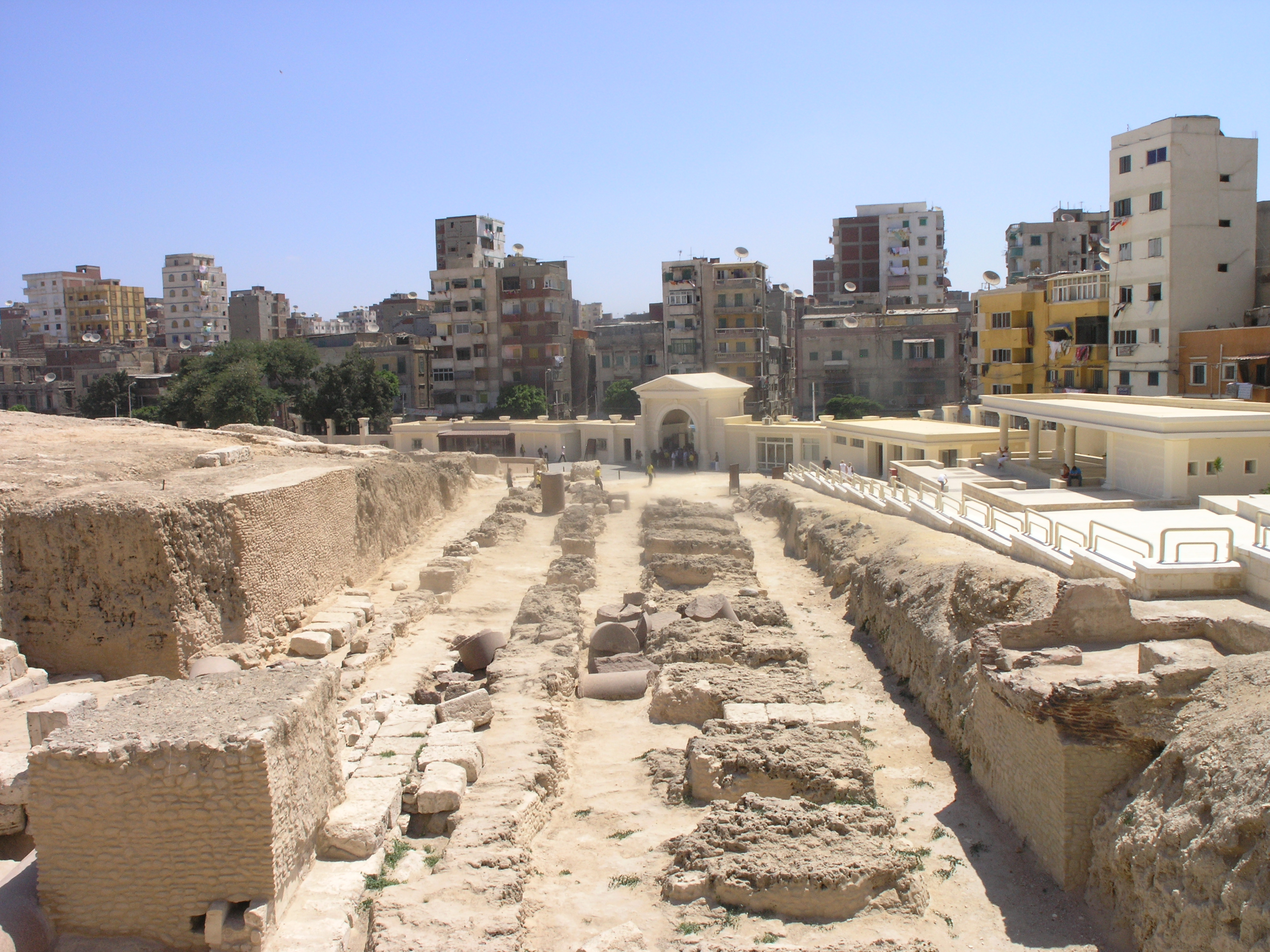
Ruinen des Serapeums

Das Serapeum von Alexandria, auch Serapeion von Alexandria,  wurde als Tempel der neuen synkretischen ägyptisch-hellenistischen Gottheit Serapis gewidmet und galt als das bekannteste Serapeum der Antike.

## Geschichte

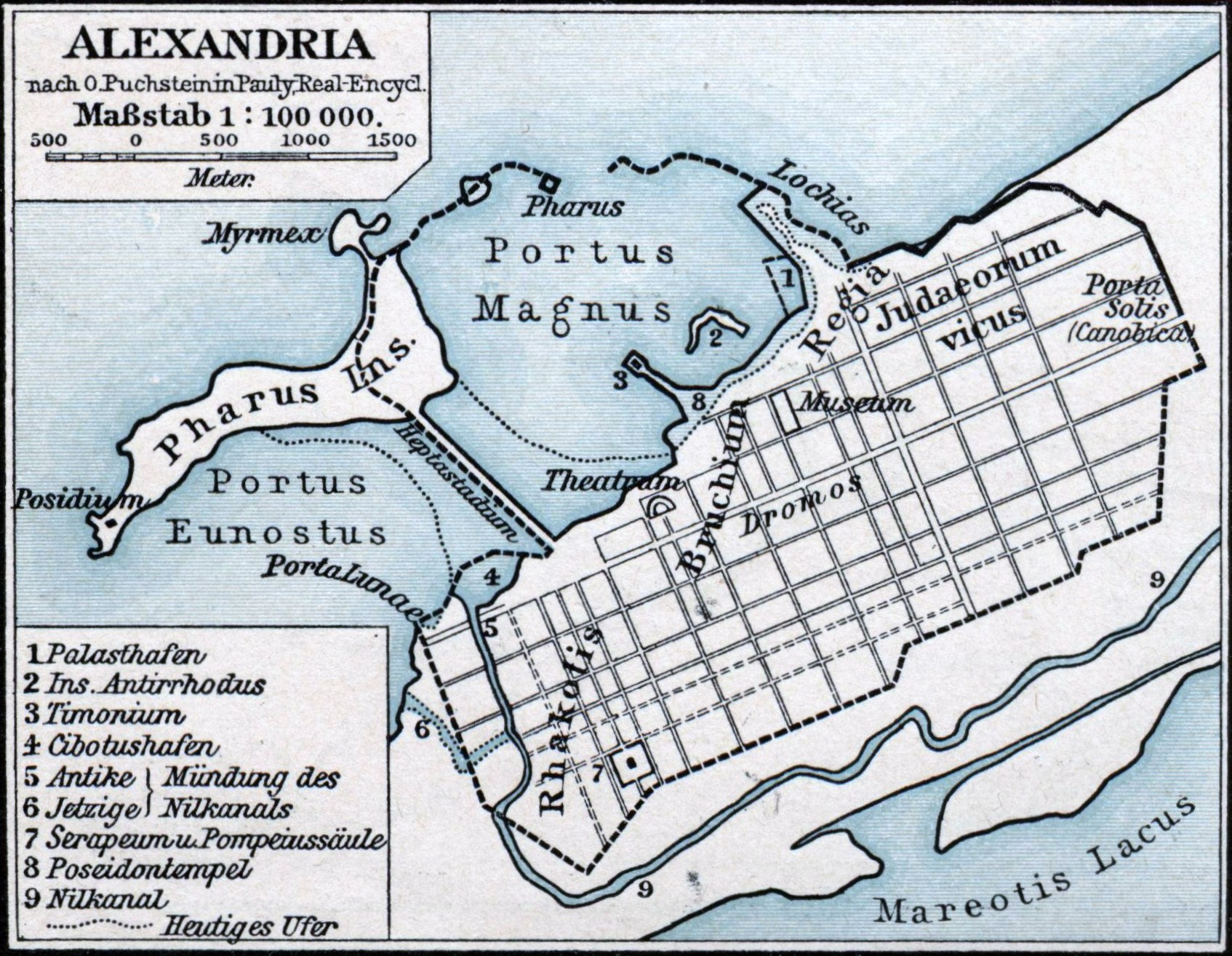
Stadtplan des antiken Alexandria mit dem Serapeum im Südwesten

Ptolemaios I. ließ in den Jahren 287 bis 286 v. Chr. ein erstes bescheidenes Tempelgebäude erbauen, das von Ptolemaios III. Euergetes erweitert wurde. Der größte Teil des Serapeums entstand erst in der römischen Kaiserzeit in den ersten Jahrhunderten nach Christus. Nachdem der Tempel unter Trajan im Zuge des Jüdischen Aufstandes 116 n. Chr. zerstört worden war, ließ ihn sein Nachfolger Hadrian neu aufbauen und zu einem Prachtbau erweitern. Das Serapeum stieg in der Folge zum bedeutendsten Heiligtum Alexandrias auf, da Serapis zugleich die höchste Stadtgottheit in Alexandria war.
Wie der Tempel im 4. Jahrhundert kurz vor seiner Zerstörung aussah, beschreibt der römische Historiker Ammianus Marcellinus (330–395) in seinem Werk Res gestae:

„Außerdem gibt es in Alexandrien sehr hohe Tempel, unter denen sich vorzüglich das Serapeum auszeichnet, von dem ich, so viel es auch durch eine magere Beschreibung verliert, wenigstens soviel bemerke, dass es durch weite mit Säulengängen umstellte Vorhöfe, durch Bildsäulen, zum Sprechen getroffen, und andere Kunstwerke in Menge so prächtig verziert ist, dass nach dem Kapitol, in dem das ehrwürdige Rom der Ewigkeit trotzt, in der weiten Welt nichts Prächtigeres zu sehen ist.“

Im Jahr 391 kam es in Alexandria zu blutigen Zusammenstöße zwischen Heiden und Christen. Unter anderem hatten sich die Heiden im Serapisheiligtum verschanzt, Christen zum Opfern gezwungen und einige sogar gekreuzigt. Um die Situation zu beruhigen, begnadigte Kaiser Theodosius I. die Mörder, ordnete aber als Warnung für die Heiden der Stadt die Zerstörung des Tempels an. Unter der Führung des Patriarchen Theophilos von Alexandria wurden das Gebäude mit seinen Kunstwerken und auch die übrigen Tempel der Stadt zerstört.

## Beschreibung

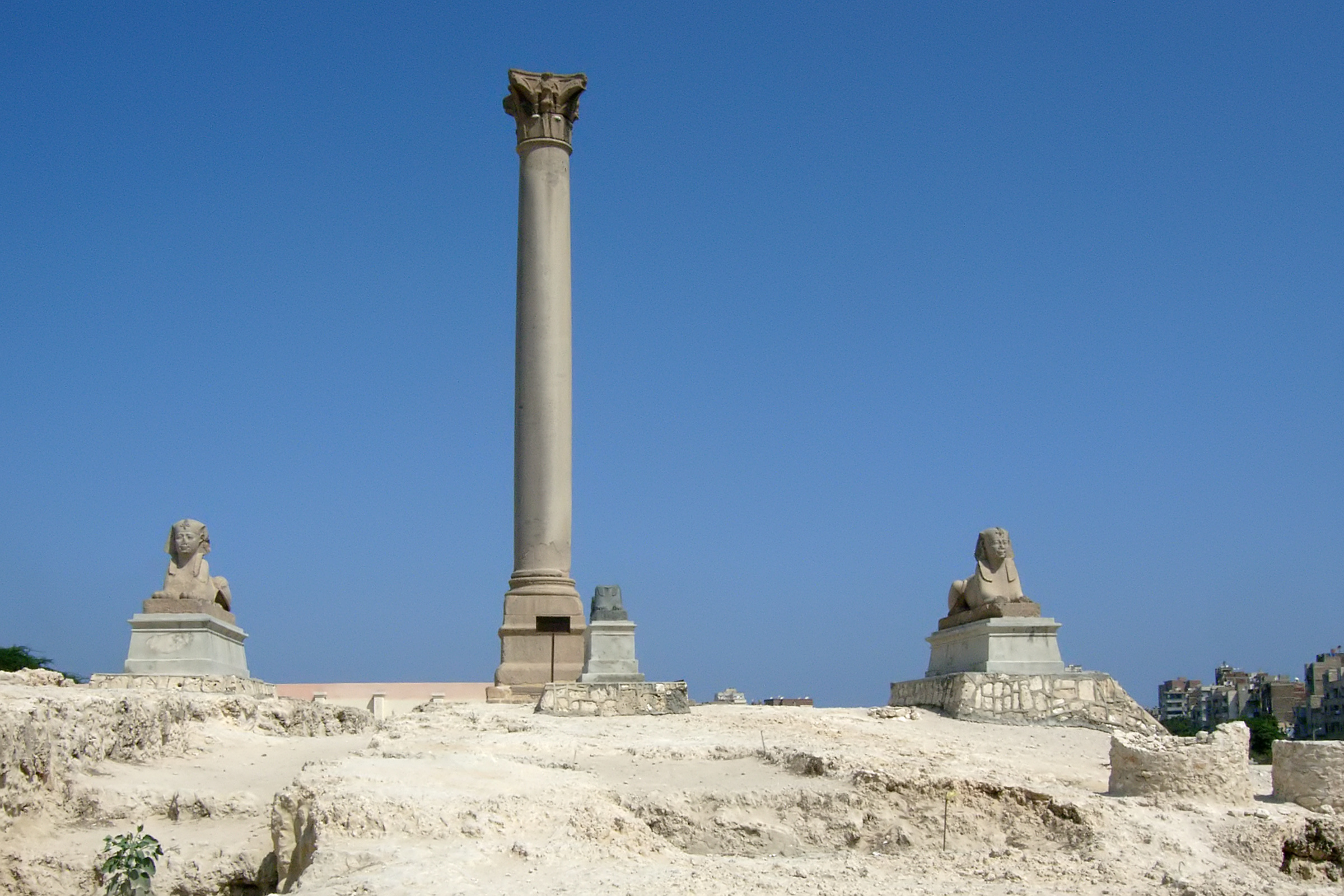
Pompeiussäule und zwei ägyptische Sphingen

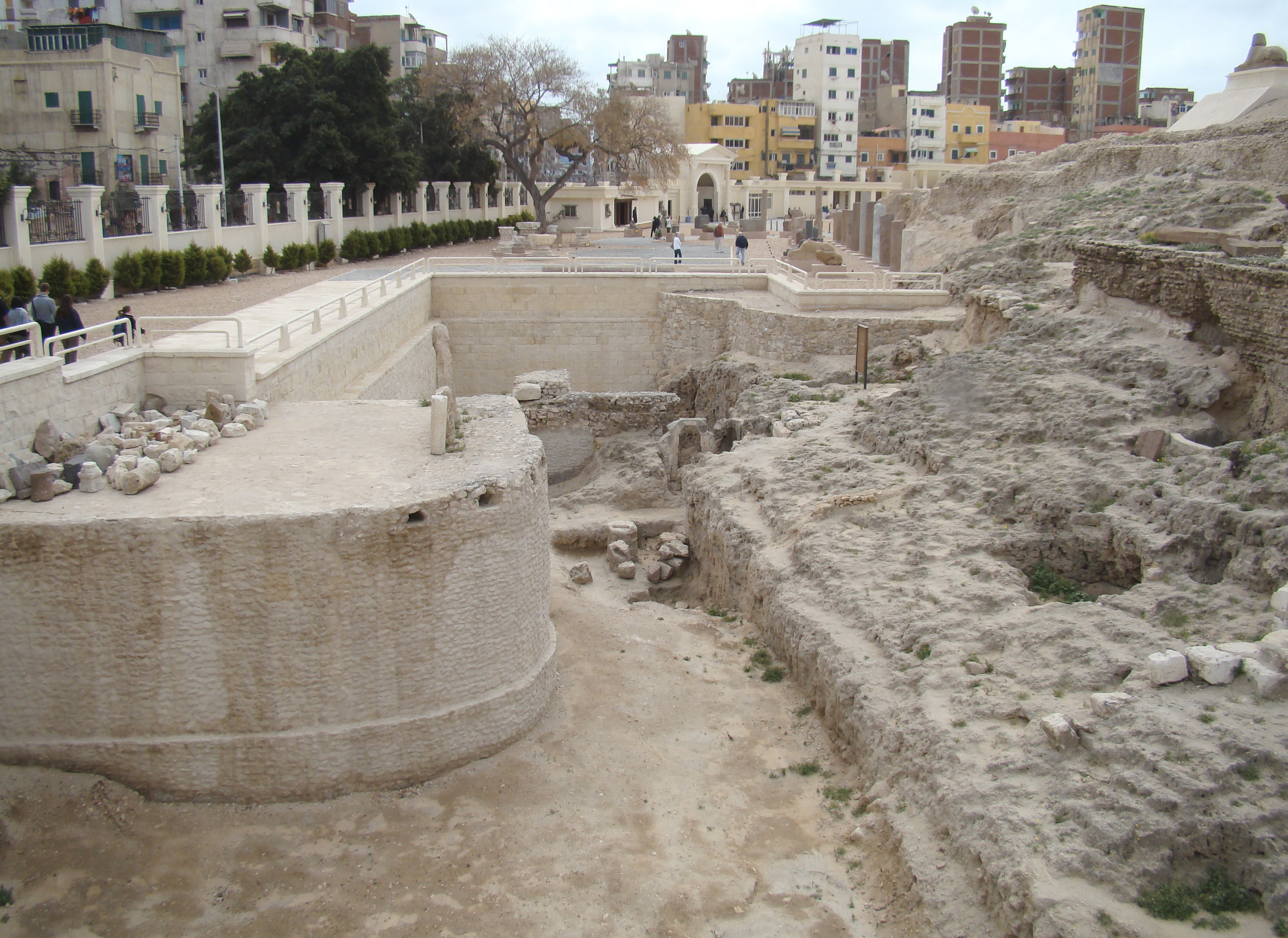
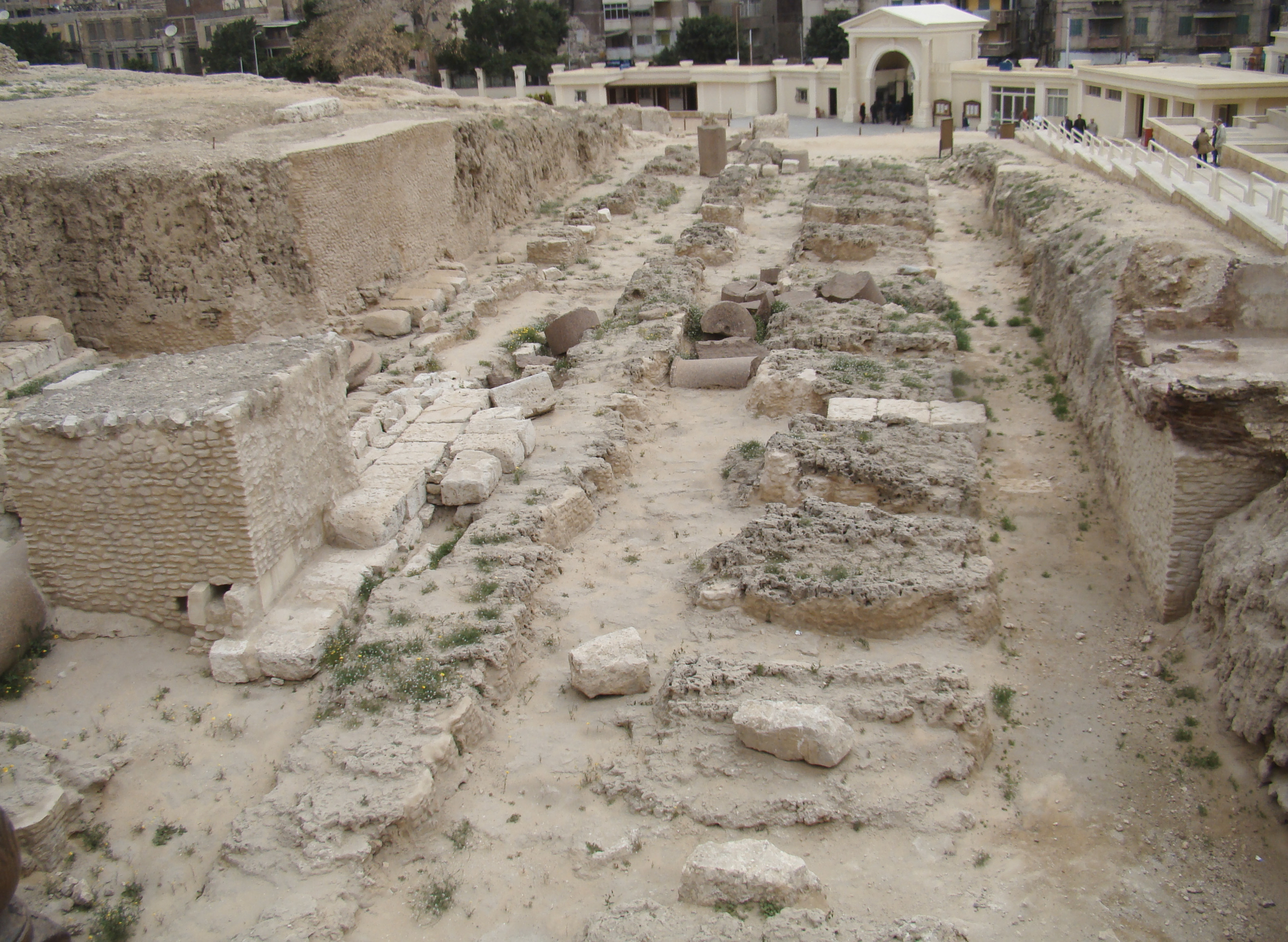
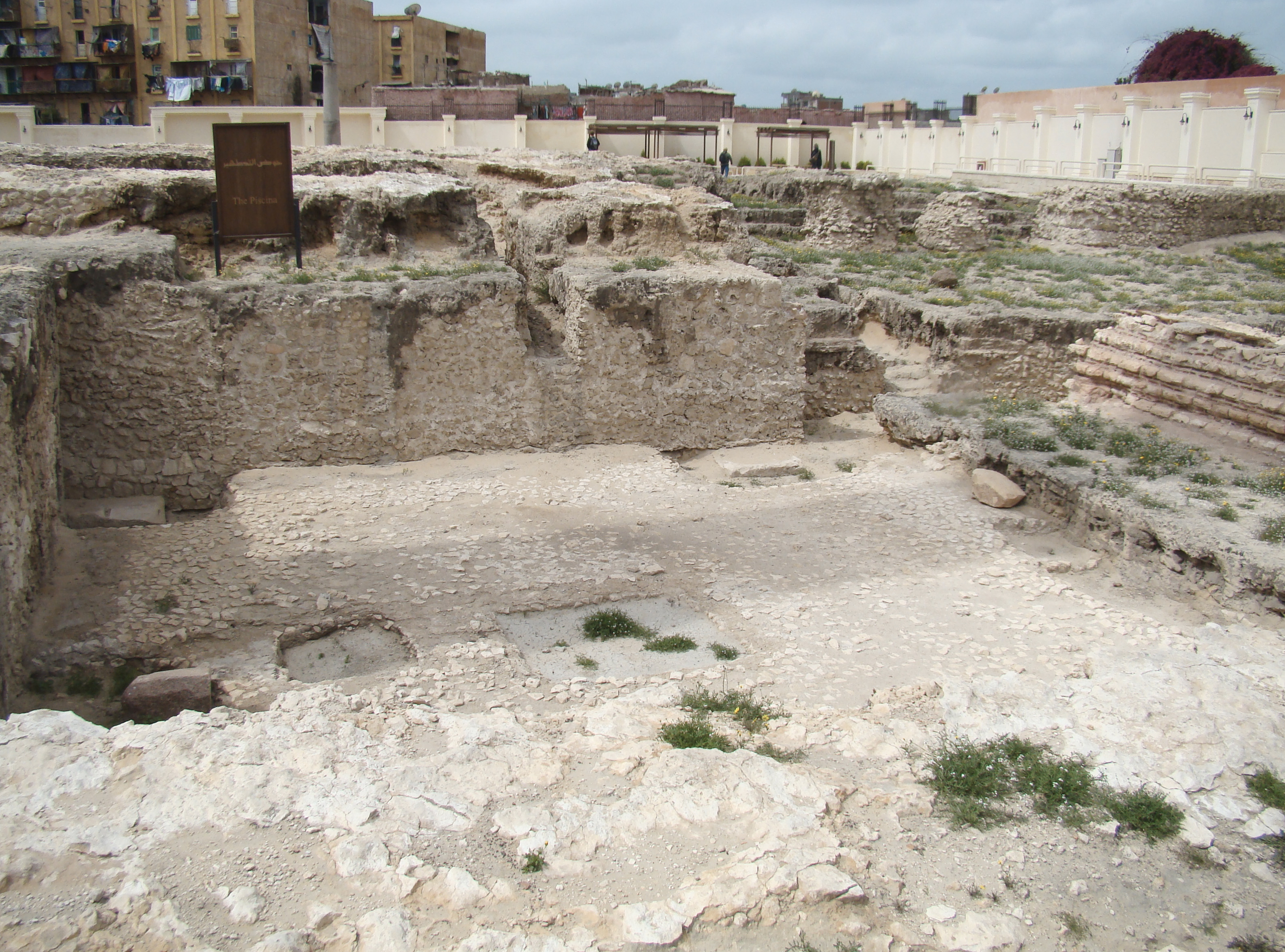
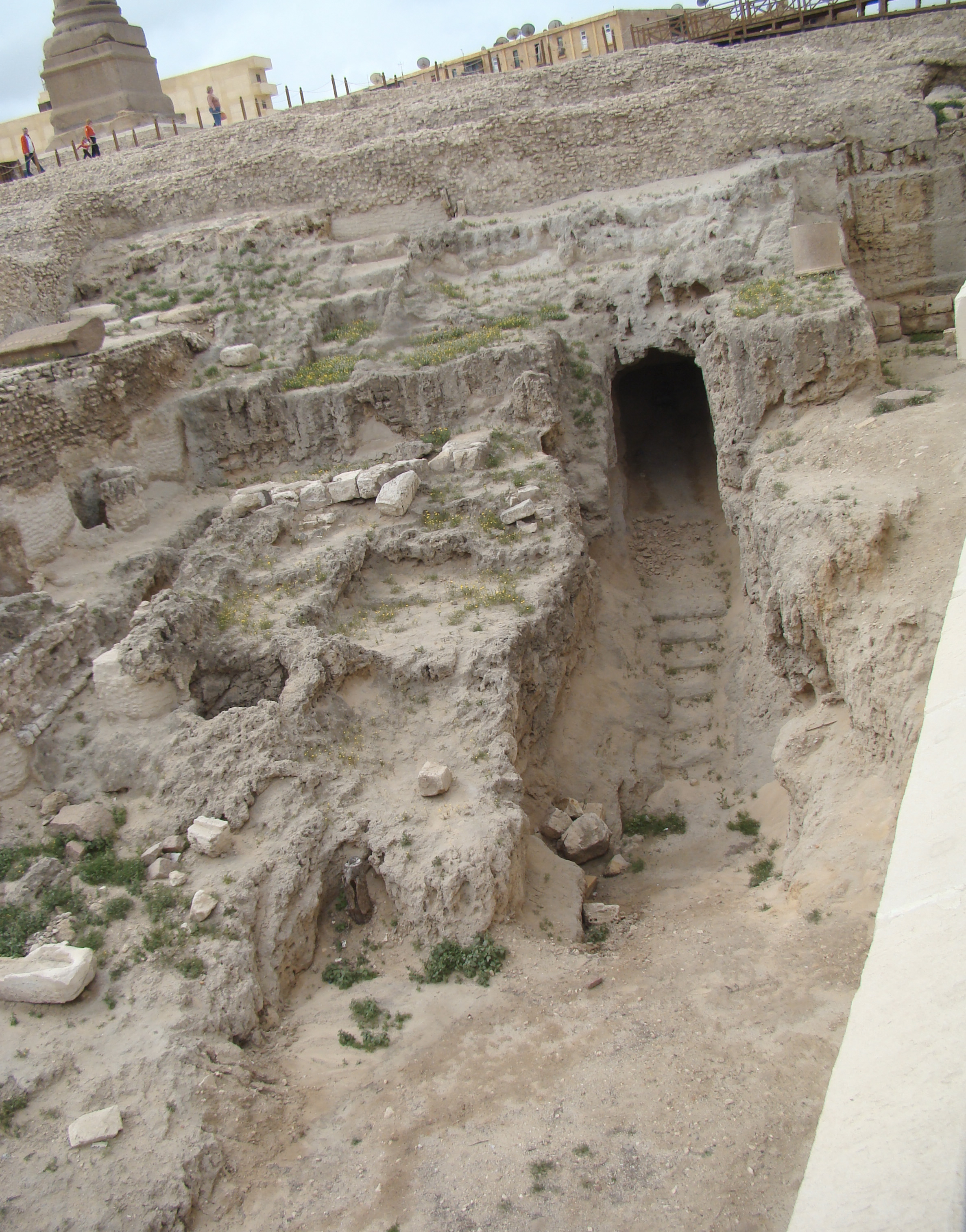
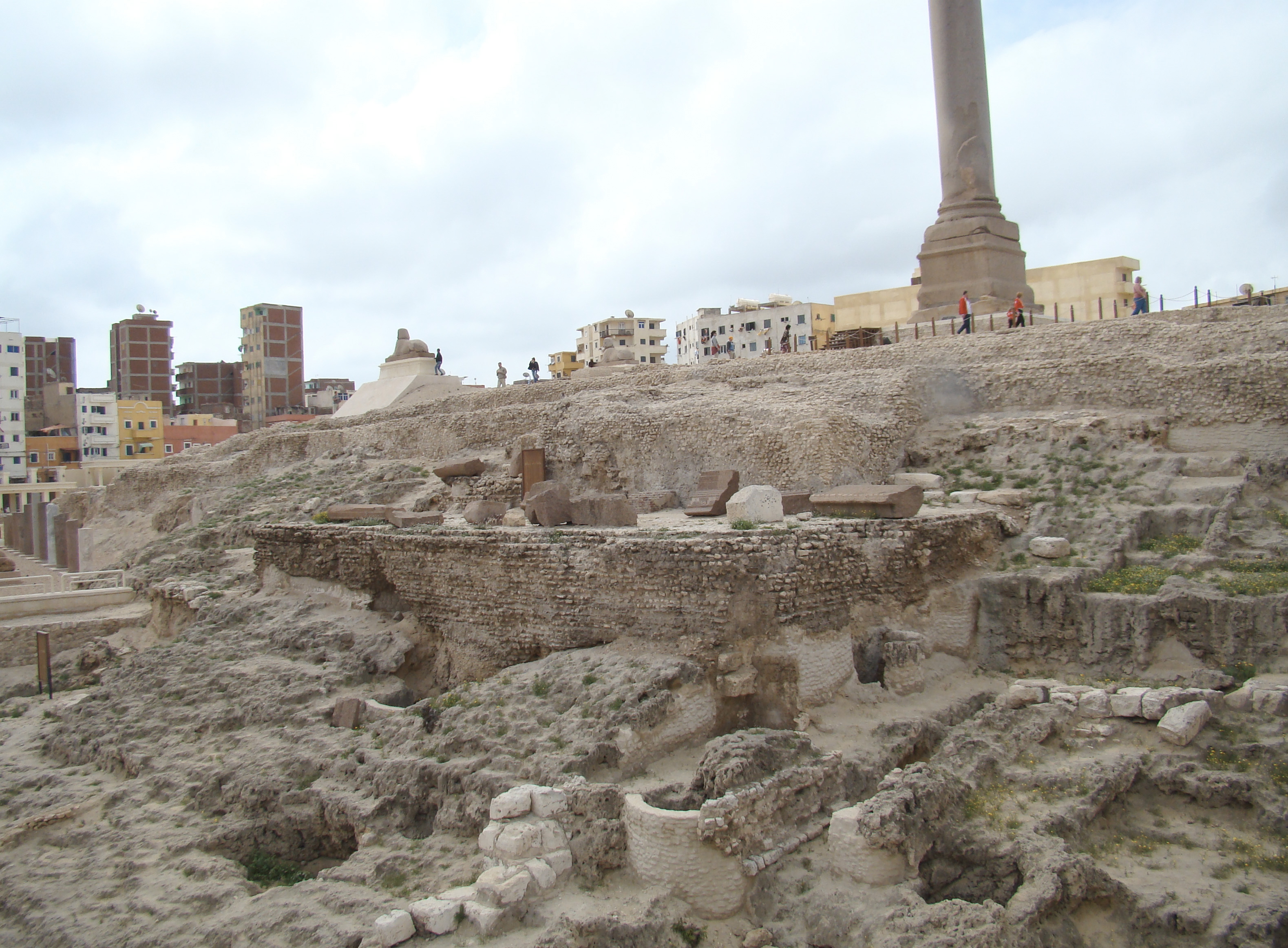
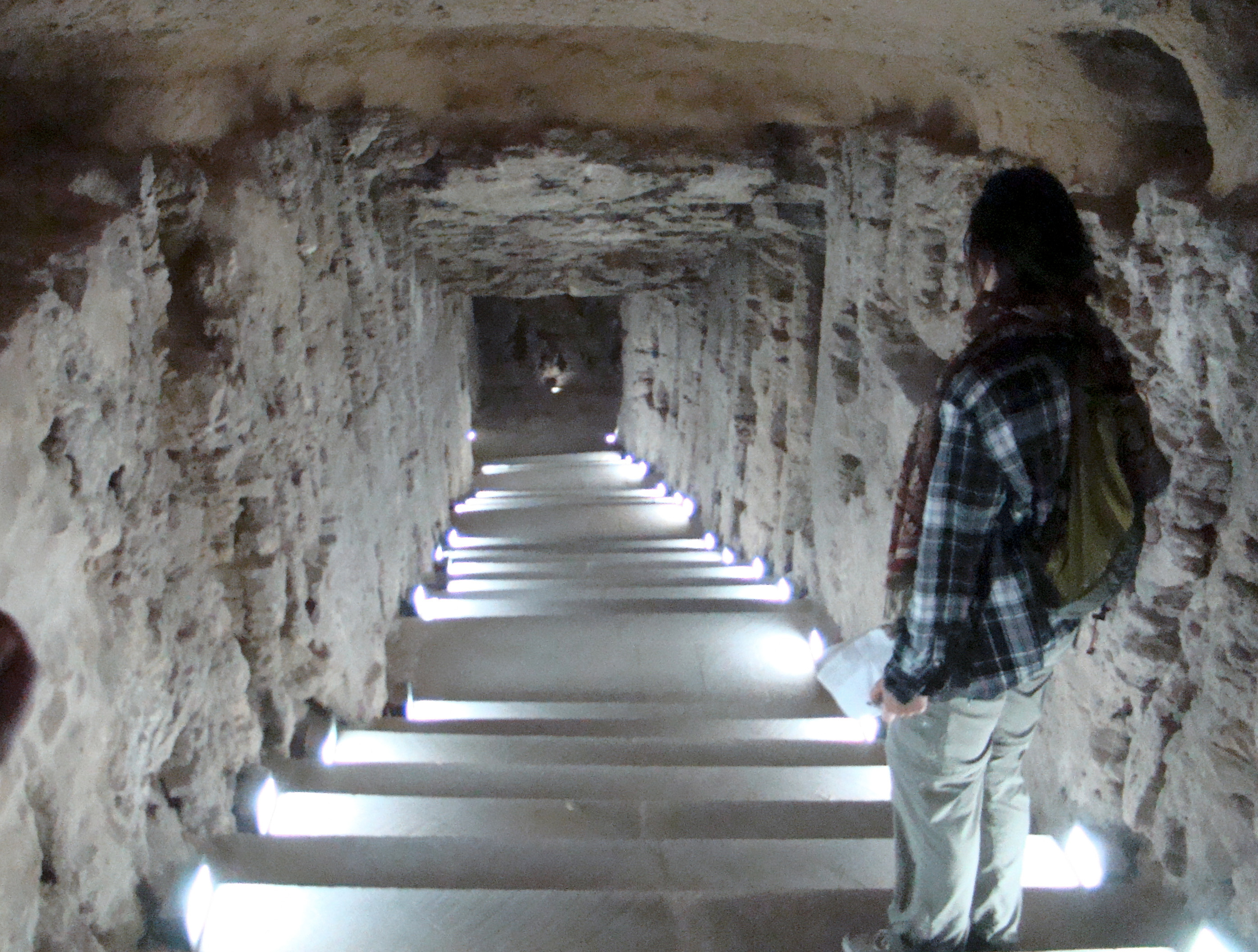
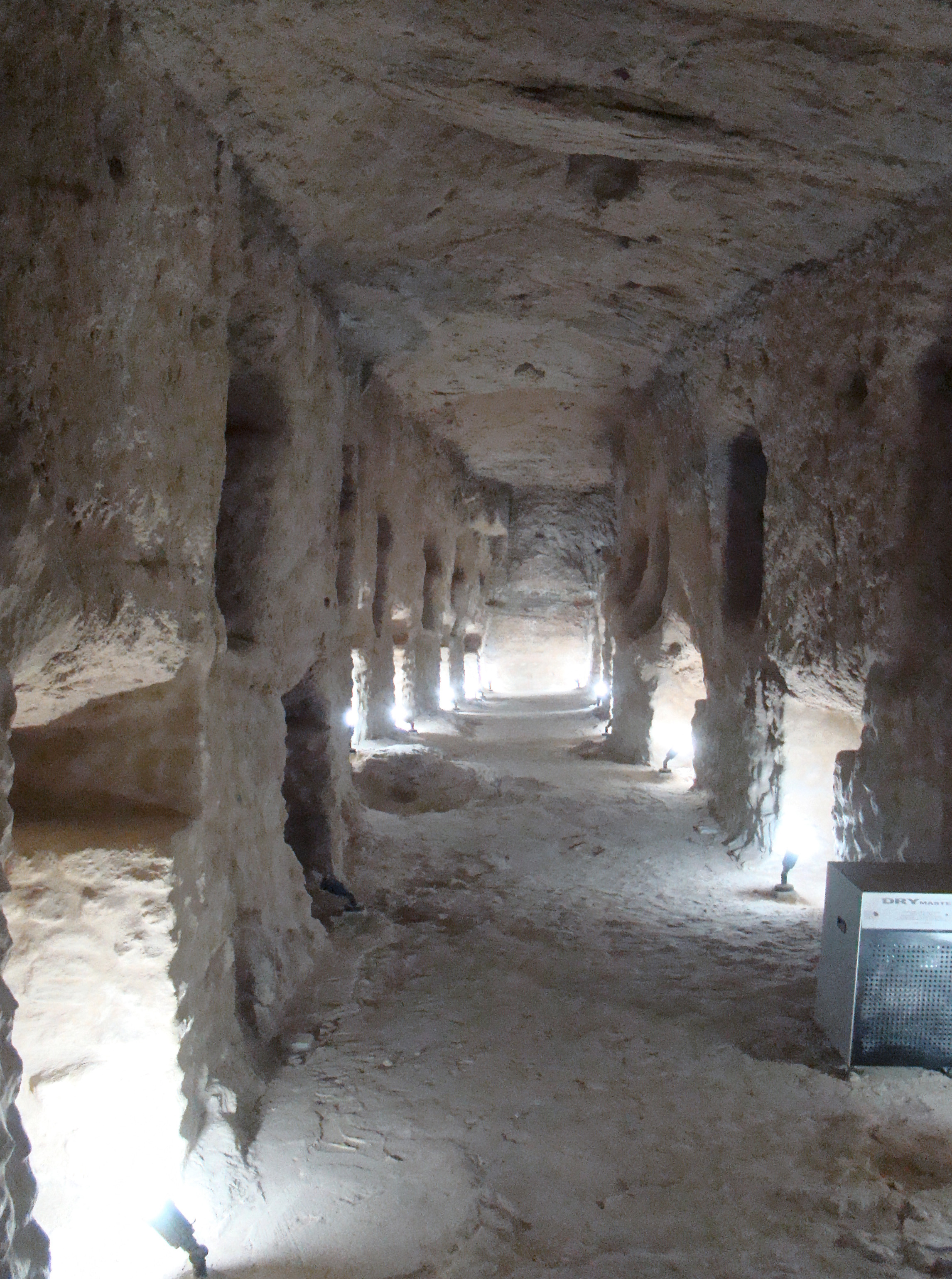
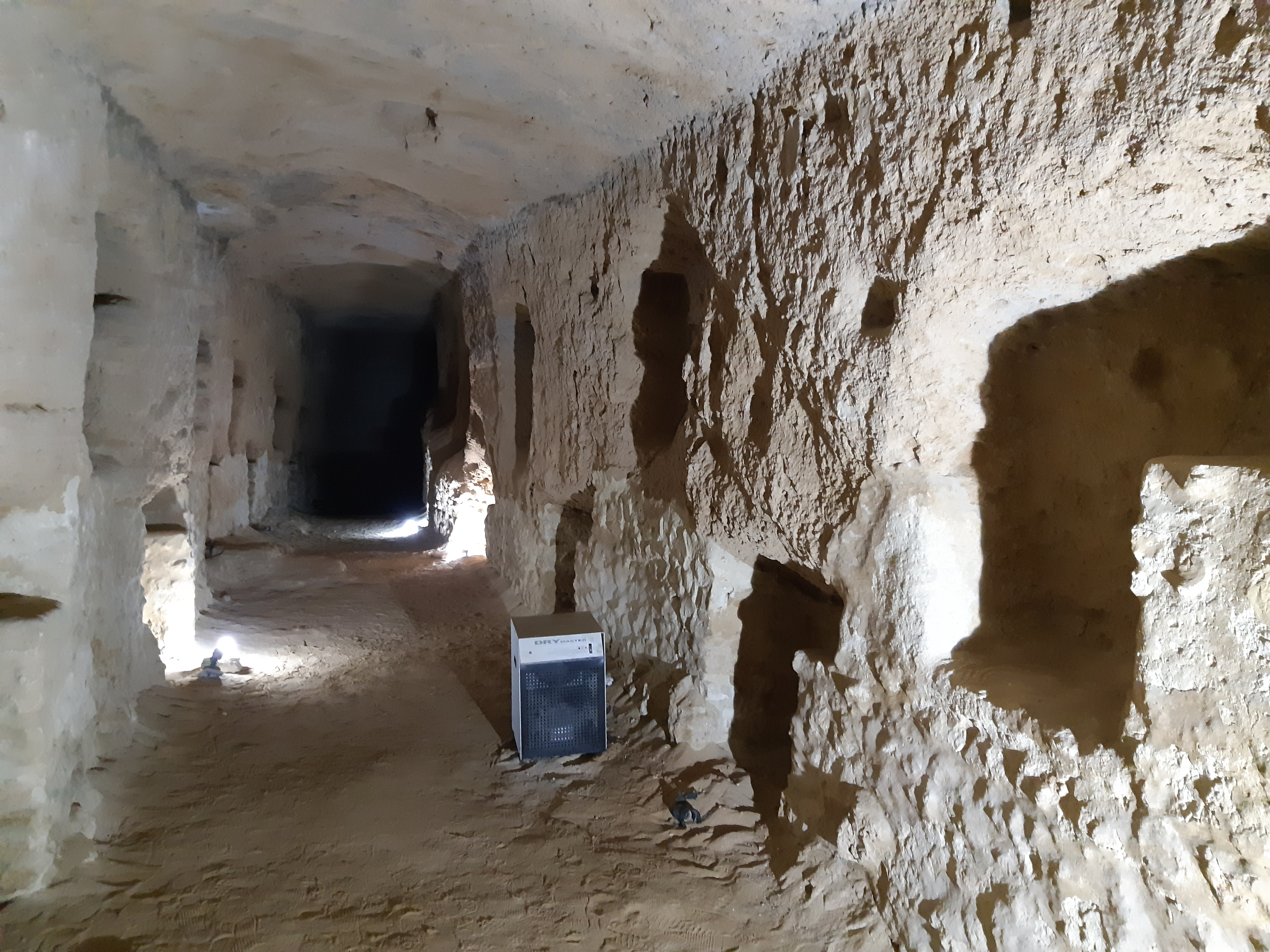
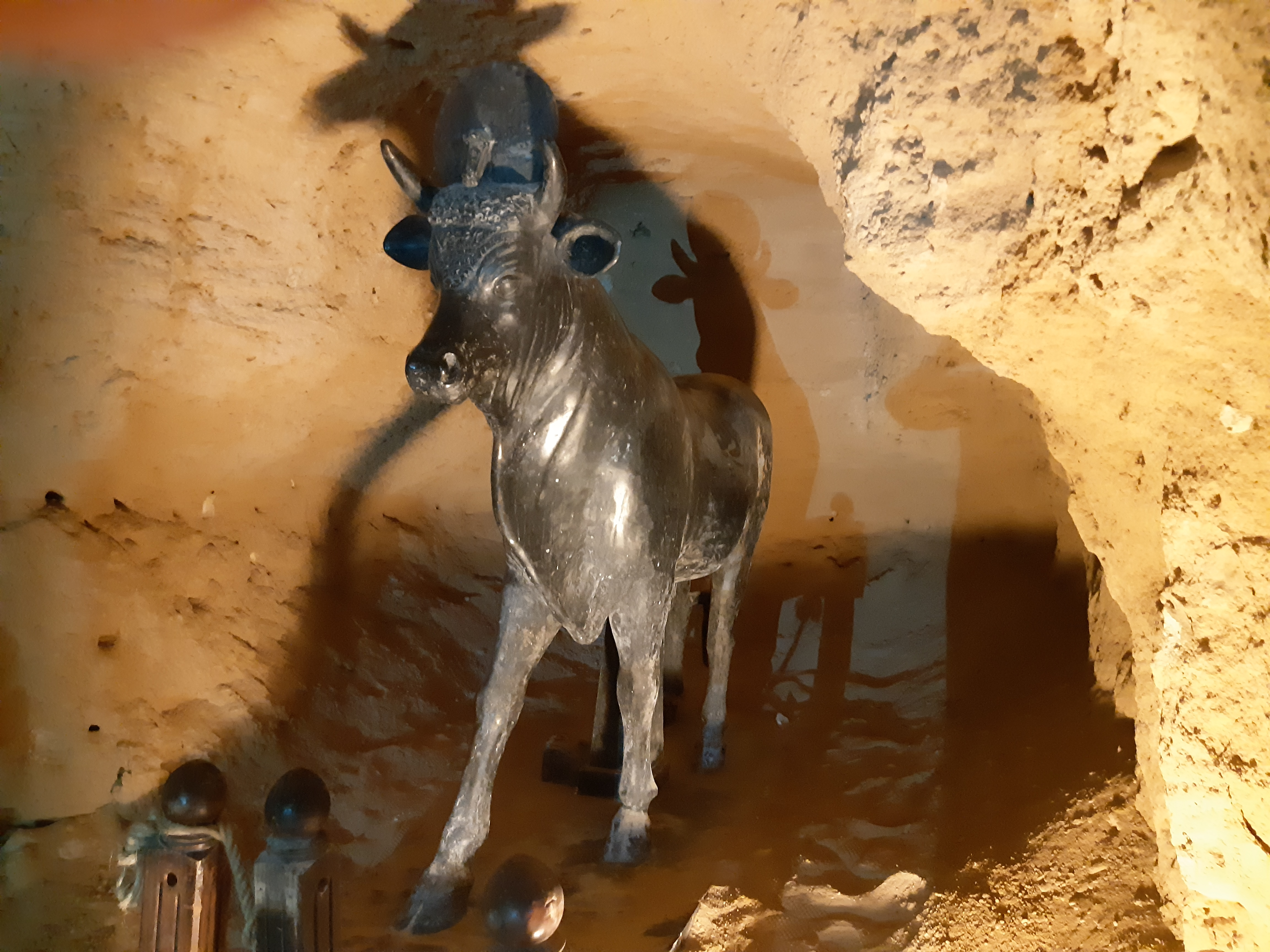
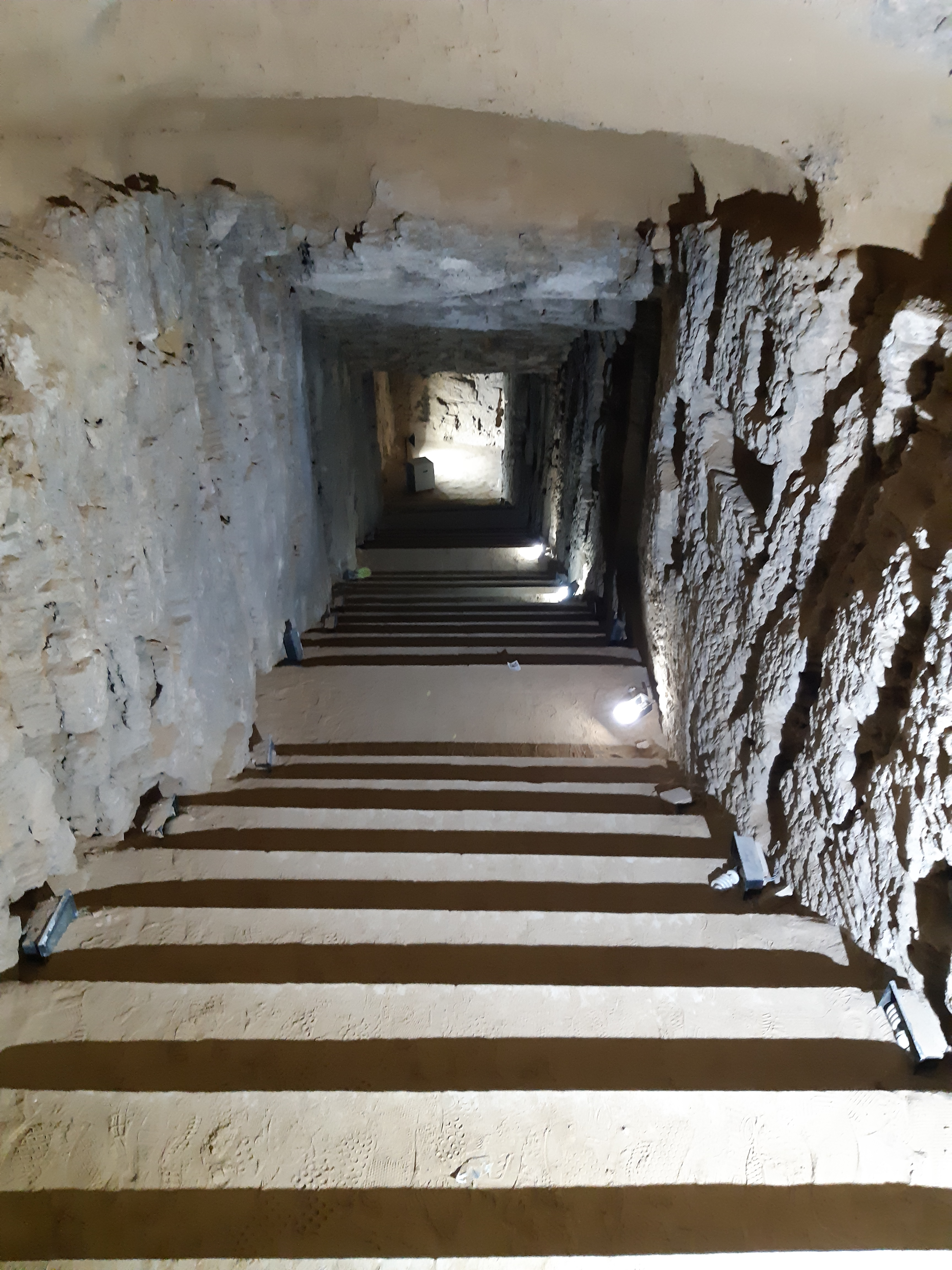
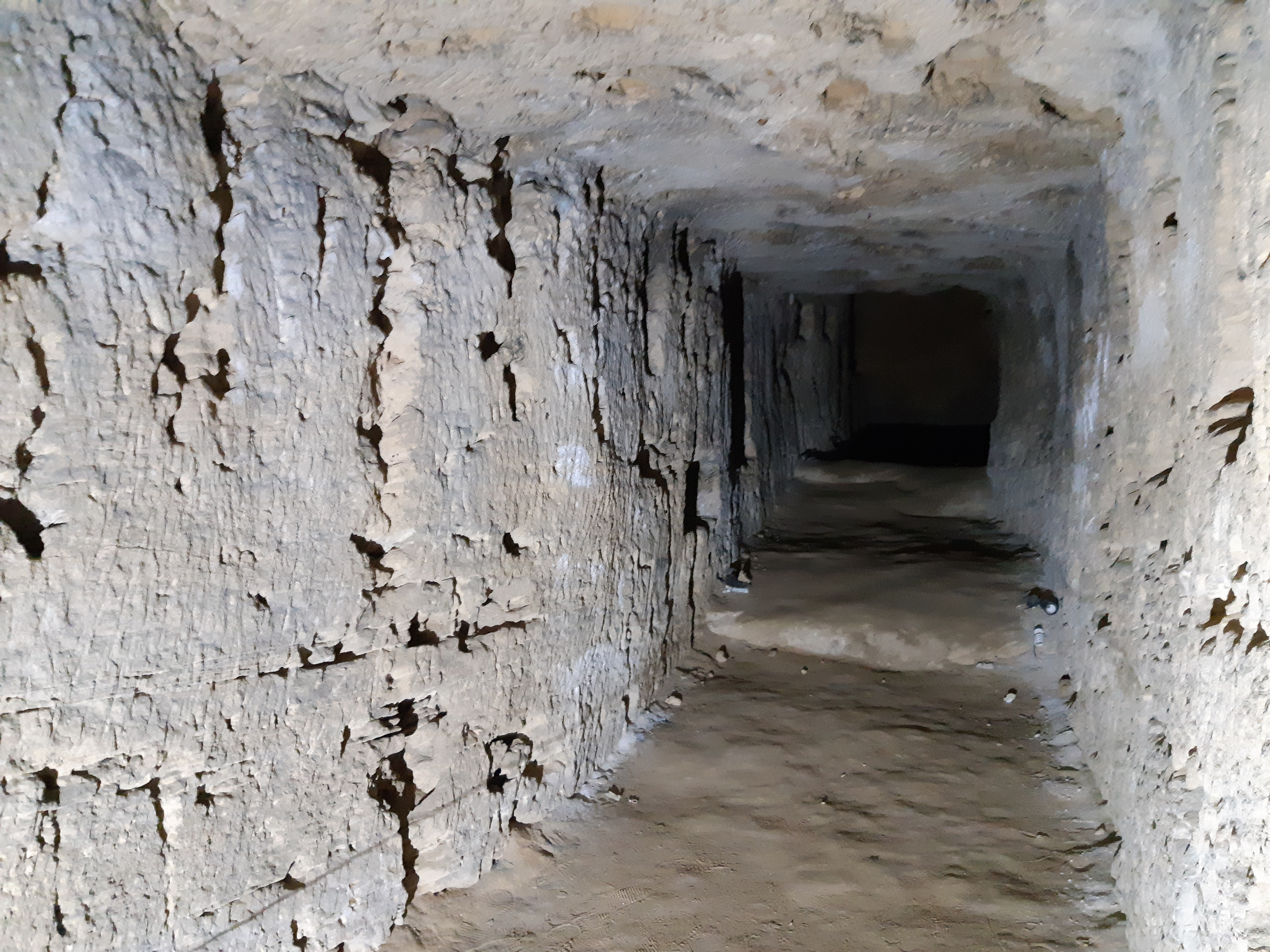
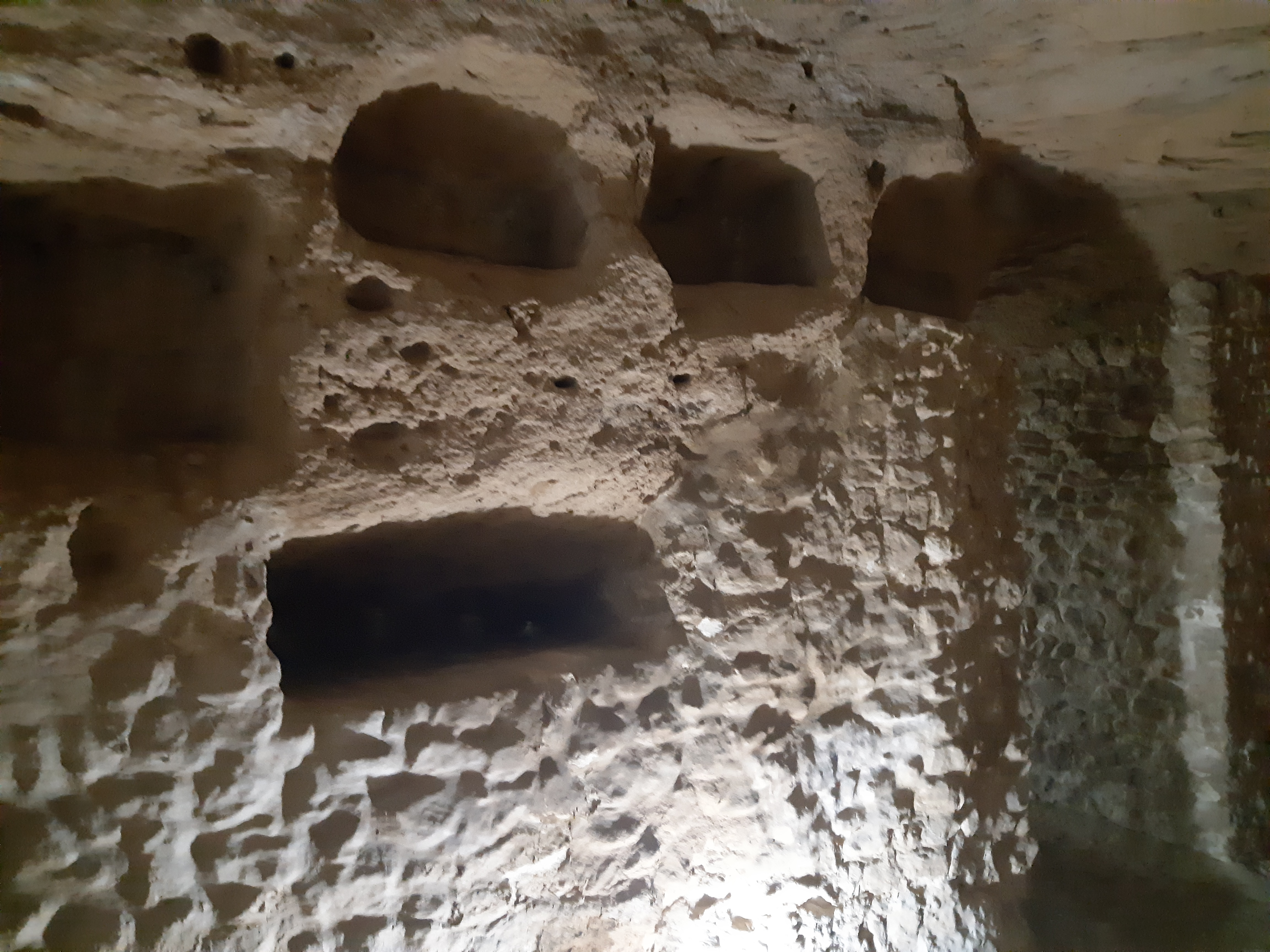
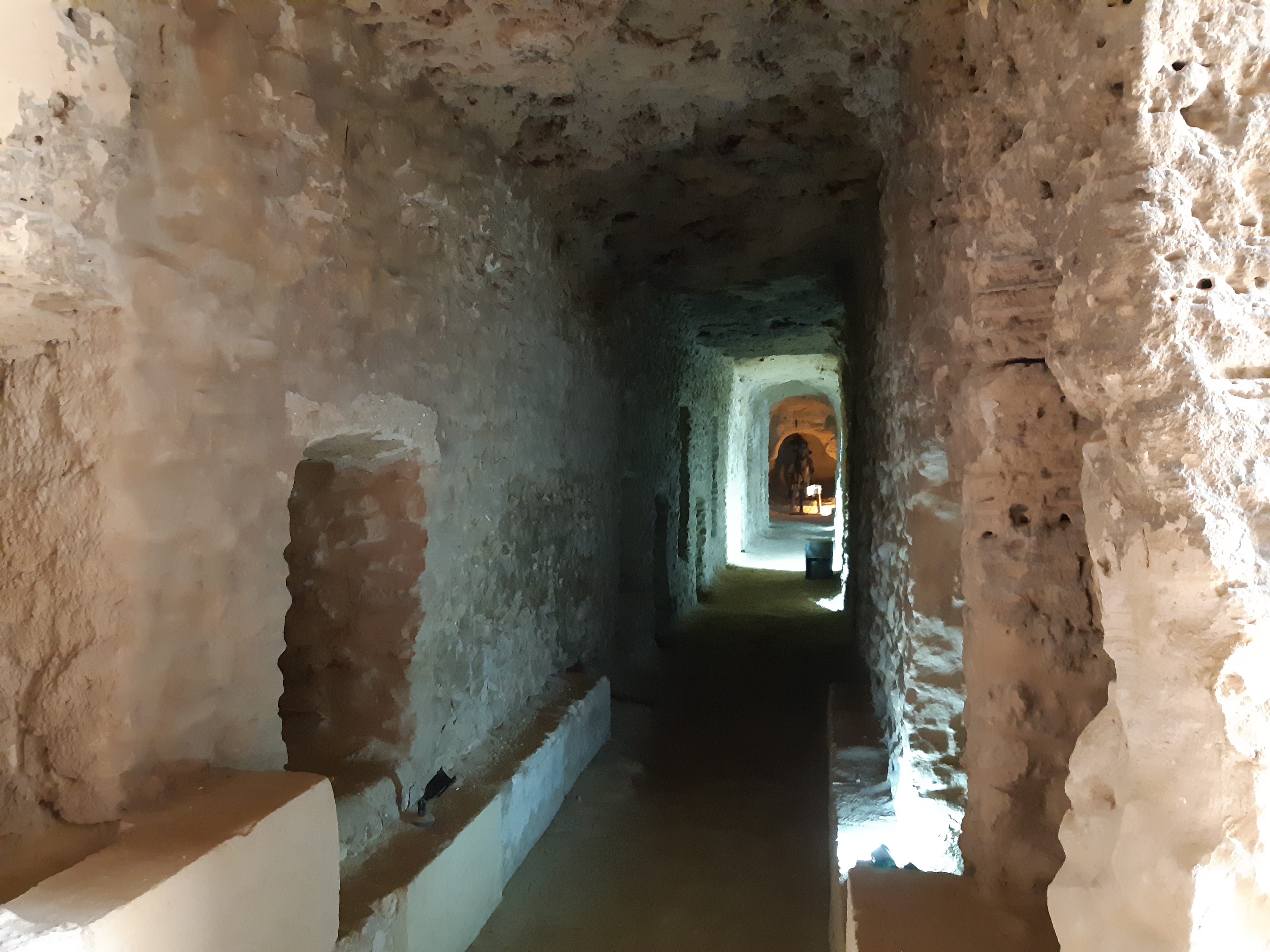
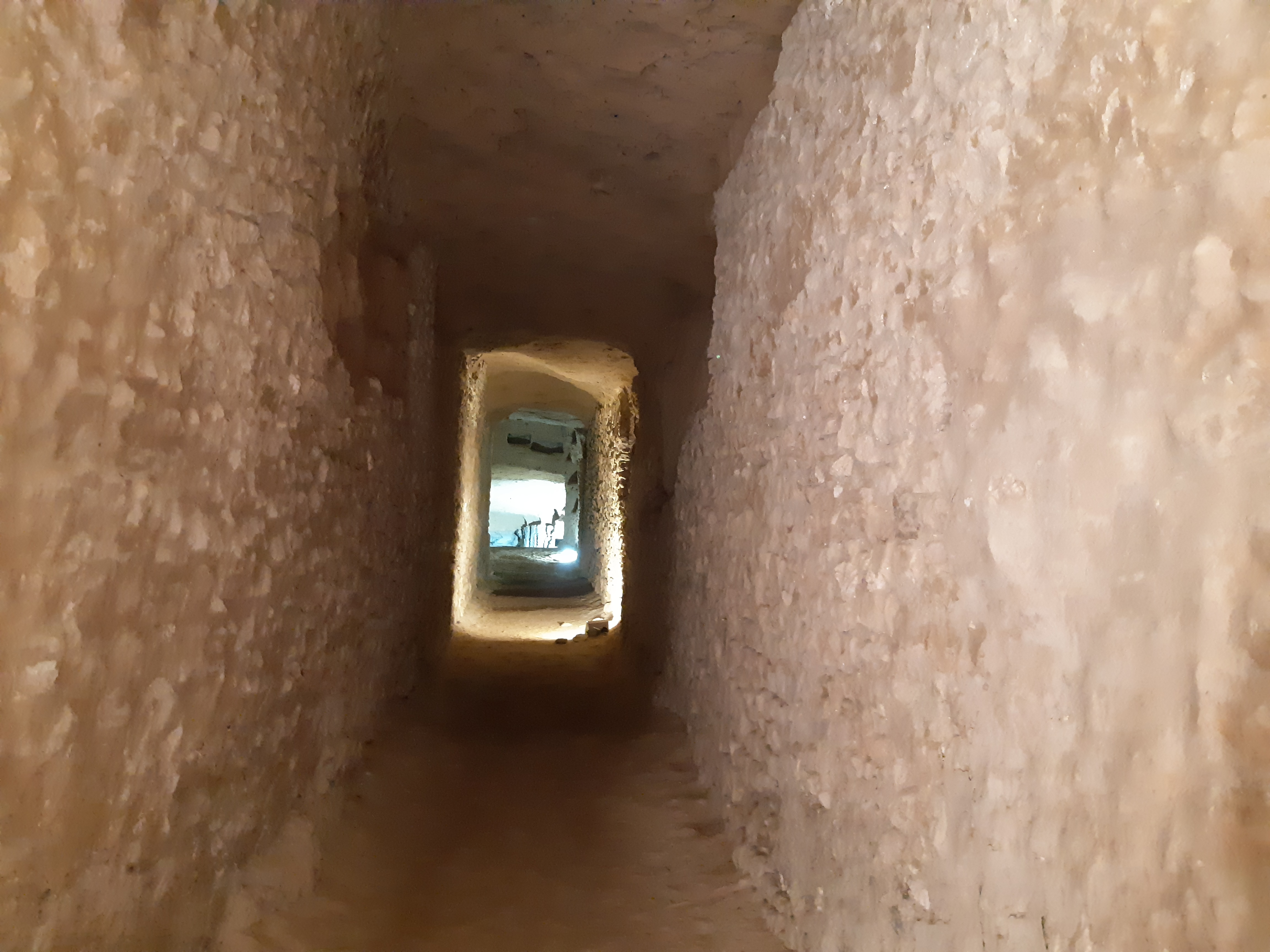

Das Serapeum befindet sich im Südwesten der Stadt, im Bereich des ehemaligen ägyptischen Viertels Rhakotis, wo seine Grundmauern noch heute zu sehen sind. Im eigentlichen Tempel befand sich die Serapisstatue des Bryaxis, eines der bekanntesten Bildwerke der Antike.
Der Tempelhof war auf allen Seiten von Säulenhallen umgeben und durch eine Freitreppe auf der Ostseite zugänglich. In dem Hof befanden sich weitere Kultgebäude, Wasseranlagen, Kunstwerke und Votivgaben. Wie aus einer Weihinschrift zu entnehmen ist, wurde im Jahr 297 n. Chr. zu Ehren von Kaiser Diokletian die 27 m hohe sogenannte Pompeiussäule errichtet. Um sie herum wurden zahlreiche ägyptische Statuen aufgestellt, die man aus Heliopolis heranbringen ließ.
Außer dem eigentlichen Tempelbereich beherbergte das Serapeum auch eine Filialbibliothek der großen Bibliothek von Alexandria, die angeblich 20.000 Schriftrollen enthielt.
Andere bekannte Tempel des Serapis existierten in Memphis und in Sakkara.